# ケフェウス座RW星
ケフェウス座RW星（ケフェウスざRWせい、RW Cephei、RW Cep）は、ケフェウス座の方角にある極超巨星である。HII領域Sh2-132の縁に位置し、見かけ上すぐ近くに小さな散開星団Berkley 94がある。

## 特徴
ケフェウス座RW星は、既知の恒星で特に直径の大きいものの1つとされ、直径が太陽のおよそ1,500倍と推定される。これが合っているとすれば、太陽系では木星の軌道を超えるほど大きい。

### 変光
ケフェウス座RW星は、SRD型の半規則型変光星でもあり、ゆっくりと変光している。変光星であることは、リーヴィットが発見したとされる。変光範囲は6.0等から7.3等の間で、変光星総合カタログ（GCVS）では8.6等から10.7等と記載されているが、これは写真等級によるものである。変光周期は、GCVSでは346日とされているが、この周期については求めたペイン＝ガポーシュキン自身が疑わしいともしており、その後の研究では概ね400日くらいとされ、近年の周期解析では726日という結果が報告されている。

### 分光
ケフェウス座RW星のスペクトル型は、G8からM2まで報告されているが、その間を変化しているのかどうか、詳細は明らかになっていない。MK分類においては、初期にはM0: Iaに分類されていた。その後、改訂された超巨星分のMK分類の標準星では、G8 Ia型として記載され、MK分類の妥当性が再検証された際の標準星一覧では、K0 0-Ia型に分類された。最新の改訂では、K2 0-Ia型に修正されている。可視光スペクトルには、M型星に特徴的な酸化チタンの強い吸収帯がみられないことから、M型よりもG8やK型とする方が妥当と考えられる。ケフェウス座RW星のスペクトル線は、同種の恒星よりもかなり強く、色から推定した有効温度は3,700K程度なのに対し、スペクトル線まで細かく理論計算と観測をすり合わせた推定では約5,000Kと差が大きくなっている。温度が一意に決まらず、赤色超巨星と黄色極超巨星との間にあることから、ケフェウス座RW星は赤色極超巨星と呼ばれることもあれば、黄色極超巨星と呼ばれることもある。

### 距離
ケフェウス座RW星は、ケフェウス座OB1アソシエーションの一員である可能性が指摘されており、そうであるとすれば太陽系からの距離は、約3.5kpc（およそ1万1000光年）となる。その後、ヒッパルコス衛星による観測では、ケフェウス座RW星はもっとずっと近いと考えられたため、アソシエーションに属していないことも検討されたが、ガイア衛星による観測では、ケフェウス座OB1の一員として矛盾のない結果が出ている。